# 지미 서머빌
지미 서머빌(Jimmy Somerville, 1961년 6월 22일 ~ )은 스코틀랜드의 가수이다.